# Nazila Maroofian
Nazila Maroofian oder Nazila Maroufian (persisch نازیلا معروفیان; geboren um 2000 in Iran) ist eine iranische Regimekritikerin. Sie gilt als eine Ikone der Bürgerrechtsbewegung in Iran.

## Leben und Wirken
Maroofian kommt ursprünglich aus der Stadt Saqqez in der iranischen Provinz Kurdistan. Die Stadt ist auch der Heimatort von Jina Mahsa Amini, wie Maroofian eine Kurdin, deren Tod in Polizeigewahrsam im September 2022 zu Massenprotesten in der Islamischen Republik Iran führte. Sie studiert in der iranischen Hauptstadf Teheran und ist zugleich als Journalistin tätig. So berichtete sie über Fälle von sexuellen Übergriffen auf weibliche Häftlinge in Iran.
Nach ihrer Berichterstattung zu Tod von Amini wurde sie erstmals inhaftiert. Bei Verhören im Evin-Gefängnis zu Beginn ihrer ersten Haft erlitt sie Ende 2022 zwei „leichte Herzanfälle“ bzw. Herzinfarkte. Im Januar 2023 wurde sie auf Kaution freigelassen, jedoch wenige Tage später für ihre journalistische Arbeit erneut verurteilt. Nachdem sie sich am 16. August 2023 auf ihrem Twitter-Account zurückgemeldet und sich lächelnd, ohne Hidschab und mit Victory-Zeichen vor der Kamera gezeigt hatte, wurde sie etwa zwei Wochen später erneut inhaftiert, diesmal bereits zum vierten Mal.